# Saint-Aubin-le-Cloud
Saint-Aubin-le-Cloud är en kommun i departementet Deux-Sèvres i regionen Nouvelle-Aquitaine i västra Frankrike. Kommunen ligger i kantonen Secondigny som tillhör arrondissementet Parthenay. År 2022 hade Saint-Aubin-le-Cloud 1 662 invånare.

## Befolkningsutveckling
Antalet invånare i kommunen Saint-Aubin-le-Cloud
| Referens: INSEE |